# Dolophones peltata
Dolophones peltata är en spindelart som först beskrevs av Eugen von Keyserling 1886.  Dolophones peltata ingår i släktet Dolophones och familjen hjulspindlar. Inga underarter finns listade i Catalogue of Life.